# 奪魂鋸：遊戲重啟
是一部2017年美國恐怖片，由史派瑞兄弟執導，喬許·史托柏格和彼得·高德芬格擔任編劇。電影是「奪魂鋸系列」的第八部電影，雖然和原系列相連接，但所使用的是一個全新的故事背景和人物。電影主演包括馬特·帕斯默、卡倫·基斯·雷尼、西雷·班尼特與漢娜·艾蜜莉·安德森，同時邀請回托賓·貝爾扮演系列主角「拼圖殺人狂」約翰·克拉瑪。
電影於2016年11月開始拍攝，到2017年1月開始後期製作，最後定於2017年10月27日在美國上映。本片雖然獲得多數差評，但和之前多數系列作品比起來獲得較好成績。

## 劇情
一名前科犯埃德加·蒙森受警察圍捕過程中，跑到一座工廠樓頂得到一把遙控器，警探哈洛倫陪其搭檔基斯陪警察趕到樓頂時，埃德加大喊五個人正身處性命攸關的遊戲中，隨即按下遙控器開關。哈洛倫帶領警察集體開槍打爛遙控器，而一發子彈正中埃德加的心臟部位使他陷入深度昏迷。
五名素昧平生的人在一座農場中清醒，每人頭戴鐵桶、脖子被鐵鏈項圈拴住，靠廣播聲得知若想逃生必須「懺悔」，違規者均必死無疑。五人隨即開始被鐵鏈拖向前方電鋸，安娜、瑞恩、米奇和卡莉四人靠鋸出傷口“獻血”來表達誠意，只有第五名受害者未及時清醒而沒能逃生。在下一場所中，一個木偶身上的錄音帶揭發卡莉數年前沿路搶劫時害死過失主，而面前的三枚注射器分別裝有強酸、食鹽水、以及為卡莉身體解毒的解藥，而解藥針則是脫離項圈的鑰匙。瑞恩為了保命而將三枚注射器全部打在卡莉身上，導致她被強酸腐蝕慘死。
遊戲的兩具屍體陸續棄屍於外面，警局法醫羅根·奈森和其助手艾莉諾·伯納威從屍體上尋獲的血跡和錄音，發現符合過世十年的「拼圖殺人狂」約翰·克拉瑪本人。哈洛倫不相信是殺人狂再現，但躺在醫院的埃德加於當晚失蹤，其屍體於隔天被發現躺入約翰的棺材裡。媒體為此開始大做文章，但哈洛倫懷疑是曾經參加過戰爭留下過心理陰影的羅根、以及興趣重口味的艾莉諾跟案件有關。羅根得知自己被當成嫌疑犯，跑去和艾莉諾對峙，艾莉諾只承認自己是拼圖殺人狂的瘋狂粉絲，隨後帶羅根參觀她的工作室，裡面擺滿她近年來建造的一系列拼圖遊戲機關之仿製品，其中包括未曝光的機關。兩人行蹤被基斯偷拍取證後，哈洛倫準備逮捕他們，但羅根搶先說服基斯說哈洛倫才是幕後主使，稱他想陷害自己和艾莉諾。
安娜、瑞恩和米奇走入穀倉，瑞恩決定無視規則撬門逃生，卻踩空地板使右腿被下方的鐵線機關越纏越緊。隨後安娜和米奇被困入一間筒倉，即將被倒入穀物和刀具活埋，瑞恩最終犧牲右腿而拉動門把手救出他們。下一關中，米奇播放錄音時就被繩子倒吊起來放入一架螺旋形絞肉機關中，錄音揭發米奇曾蓄意賣出一台刹車失靈的摩托車而害死過約翰的侄子，如今必須夠到機關下方的煞車來逃生。即使安娜盡全力拯救他，米奇最後還是被削成螺旋形慘死。放棄服從規則的安娜試圖撬開之前的門逃生，然而剛鑽出去就被一名戴豬面具的人擒獲。
安娜和瑞恩隨後都被銬住腳鏈各躺在一端，面前的主兇揭示為約翰·克拉瑪本人，其曾經跟安娜是鄰居。約翰揭發瑞恩高中時就曾害朋友車禍喪生，並至今都在惹是生非；曾因產後抑鬱症而與丈夫爭吵不斷的安娜則失控殺死過自己的幼兒，甚至將罪過嫁禍給她丈夫，導致她丈夫無意之下背罪、精神錯亂後自殺身亡。約翰離開前為他們留下一把「通向自由」的霰彈槍，安娜搶先拿到槍試圖殺死瑞恩，但未知槍經過調整而會向後發射。自食其果的安娜被自己槍殺身亡，塞入散彈中的兩把鐵鏈鑰匙也因此損毀，讓孤立無援的瑞恩在原地流血赴死。
被削成螺旋形的屍體在艾莉諾的工作室中發現，哈洛倫便開始監視她。羅根協助基斯將所有證據拼湊在一起，證明哈洛倫才是真正的模仿犯，而在哈洛倫家的冰箱中還發現所有受害者身上切下的拼圖碎片而證據確鑿。同時，羅根被艾莉諾帶去調查遊戲進行的農場內部，而緊追在後的哈洛倫試圖緝拿他們倆，艾莉諾逃出農場求救，而哈洛倫則被不明人士弄昏。羅根和哈洛倫醒後，兩人脖子上都戴著激光切割器項圈，廣播裡的約翰之聲音命令他們兩人懺悔，羅根坦白他做護工時曾不慎弄混過約翰的X光片，導致約翰的腦癌沒有及時被診斷出來。即使認完罪，項圈還是以激光形式殺死羅根，接下來則輪到哈洛倫，他被迫供出多年以來濫用職權、瀆職等等罪行。當他全部認罪後，脖子項圈便停止運作。
原以為逃過一劫的哈洛倫卻目睹羅根的屍體站起，他身為這起案件的主謀，透過上演死亡而得到哈洛倫的認罪錄音。羅根搬出安娜和瑞恩的乾枯屍體，供述這起農場遊戲其實發生於十年前，他也是當時在第一關中未及時清醒的第五名受害人，背部鋸傷之下僥倖被約翰饒恕其「無心之過」，拖去治療傷口並成為「學徒」，與他合作數年並重塑人生。近幾天陸續出現的屍體源於羅根重置這場遊戲所產生，所挑選的受害者也是被哈洛倫包庇過、且有相似條件的三名嫌犯。羅根還揭露埃德加也是遊戲棋子，在工廠屋頂所中的槍傷也是羅根在遠處狙擊，藉機報復埃德加三年前殺害他的妻子。完成使命的羅根自稱是「死者代言人」後重啟哈洛倫的項圈，使哈洛倫的頭被激光削成八塊狀慘死，不但將罪名全部推給他，還為所有因他而死的人討回公道後關門離開。

## 演員
| 演員                                     | 角色                                         | 備註 |
| 托賓·貝爾 Tobin Bell                     | 約翰·克拉瑪／拼圖殺人狂 John Kramer / Jigsaw | 腦癌末期患者，連環殺手「拼圖殺人狂」本人，專門瞄準一系列不在乎生命的人們作為潛在目標。如今他已經死去十年，但他的事業與影響力仍然在繼續承傳，其過去也一幕一幕被揭開。（演員未掛名） |
| 馬特·帕斯默 Matt Passmore                | 羅根·尼爾森 Logan Nelson                     | 警察局法醫，精通醫護知識，參與過伊拉克戰爭，但曾被敵軍嚴刑拷打而落下心理陰影，三年前妻子被殺後成為育有一個女兒的單親爸爸。                                                         |
| 卡倫·基斯·雷尼 Callum Keith Rennie       | 哈洛倫 Det. Halloran                         | 一名長期濫權的兇殺組警探，待人惡劣，行事腐敗，總是將他逮捕到案的罪犯無罪釋放，害死大量無辜民眾卻不以為恥。                                                                         |
| 西雷·班尼特 Clé Bennett                  | 基斯·亨特 Det. Keith Hunt                    | 兇殺組警探，哈洛倫的搭檔，和羅根是參軍時的舊識，為人不像哈洛倫一樣腐敗、反而較為正派。                                                                                             |
| 漢娜·艾蜜莉·安德森 Hannah Emily Anderson | 艾莉諾·伯納威 Eleanor Bonneville             | 實習法醫，羅根的女助手，是拼圖殺人狂的忠實崇拜者，癡迷於他的事跡，並且還親自打造過多數他的機關仿製品。                                                                             |
| 劳拉·范德沃特 Laura Vandervoort          | 安娜 Anna                                    | 農場遊戲的受害者之一，和約翰曾經是鄰居，因情緒失控殺死過自己的孩子，卻將罪過嫁禍給丈夫，得以讓她逍遙法外長達數年。                                                                 |
| 保羅·布朗斯坦 Paul Braunstein            | 瑞恩 Ryan                                    | 農場遊戲的受害者之一，一個放荡不羁、壞事做盡的自私鬼，年輕時害死過朋友卻不知悔改，反而繼續四處惹是生非。                                                                           |
| 曼德拉·范·皮布爾斯 Mandela Van Peebles   | 米奇 Mitch                                   | 農場遊戲的受害者之一，經營二手貨摩托車專賣店，為了賺錢可以不顧客戶生死，隱瞞機件失靈而害死過約翰的侄子。                                                                           |
| 布蕾妮·艾倫 Brittany Allen               | 卡莉 Carly                                   | 農場遊戲的受害者之一，曾經以當扒手為生，但一次偷竊時不但沒搶到大手筆，反而造成失主意外身亡。                                                                                       |
| 喬賽爾·布萊克 Josiah Black               | 埃德加·蒙森 Edgar Munsen                     | 一位前科累累的慣犯，是為哈洛倫走漏過消息的線人，如今成為最新拼圖遊戲的參與者。 |

## 迴響

### 評價
《奪魂鋸：遊戲重啟》獲得了褒貶不一，爛番茄根據59篇評論，新鮮度達32%，平均得分4.6／10。在Metacritic上則獲得39分。據CinemaScore的調查，觀眾的評價在A+至F間平均落在「B」。主要被影評人認為《奪魂鋸：遊戲重啟》沒為該系列帶來新的轉變，但對忠實粉絲而言還算稱職。

### 票房
《奪魂鋸：遊戲重啟》於美國首週末票房為1664萬美元，位居當週票房冠軍，但這也是該系列最低的首週成績。在其第二個週末，該片票房為670萬美元（下跌了59%），位居當週第三名。
| 上一届： 《梅迪亞萬聖節2》 | 2017年美國週末票房冠軍 第43週 | 下一届： 《雷神索爾3：諸神黃昏》 |

## 續集
2018年1月16日，據報導稱獅門影業已經開始商討奪魂鋸系列的第九部電影，但史派瑞兄弟將不會回歸執導。

## 外部連結
- 互联网电影数据库（IMDb）上《奪魂鋸：遊戲重啟》的资料（英文）
- AllMovie上《奪魂鋸：遊戲重啟》的资料（英文）
- Box Office Mojo上《奪魂鋸：遊戲重啟》的資料（英文）
- 爛番茄上《奪魂鋸：遊戲重啟》的資料（英文）
- Metacritic上《奪魂鋸：遊戲重啟》的資料（英文）
- 開眼電影網上《奪魂鋸：遊戲重啟》的資料（繁體中文）
- 豆瓣电影上《奪魂鋸：遊戲重啟》的資料 （简体中文）
- 时光网上《奪魂鋸：遊戲重啟》的資料（简体中文）